# Hudson Bay Railway

Streckenverlauf

Die Hudson Bay Railway (HBRY) ist eine kanadische Eisenbahngesellschaft in Manitoba. Sie ist seit 2018 im Besitz der Arctic Gateway Group. Das Streckennetz hat eine Länge von über 1.300 Kilometern. Ausgangspunkt der Bahnstrecke ist The Pas, eine Kleinstadt rund 630 km nördlich von Winnipeg. Die Strecke ist infrastrukturell wichtig für die Bewohner und die Industrie in den sonst schlecht erreichbaren Regionen Nordmanitobas. Der Bau der Strecke erfolgte nach dem Ersten Weltkrieg, um die Hudson Bay zu erschließen und Warenverkehre und Einwandererströme ins Herz Kanadas zu lenken.
Die Strecke hat einen Streckenast nach Churchill und einen nach Flin Flon. Die HBRY ist zudem besonders wichtig für die Stadt Churchill, weil diese nicht mit dem Auto erreichbar ist. Sie dient außerdem dem Transport von Gütern von und zum einzigen Hafen Manitobas in Churchill.

## Geschichte
Nachdem in den Jahren 1910 bis 1911 eine Brücke über den Saskatchewan River fertiggestellt worden war, baute die Canadian Northern Railway (CNoR) die Strecke in mehreren Abschnitten nordwärts. Als die CNoR 1918 bankrottging, wurde die Canadian National Railway (CNR) gegründet, die im Auftrag der Bundesregierung den Weiterbau übernahm.
Politische Hindernisse, finanzielle Schwierigkeiten, die enormen ingenieurtechnischen Herausforderungen durch das zeitweise Auftauen des Permafrostbodens und immer wieder auftretende Felsaufschlüsse auf dem kanadischen Schild führten zu unvermeidlichen Verzögerungen im Baufortschritt. Obwohl für beide Häfen an der Hudson Bay, Churchill und Port Nelson, Erkundungen durchgeführt wurden, entschied man 1926, die Bahn nach Churchill zu bauen. Am 29. März 1929 war die Verbindung fertiggestellt. 1928 baute die CNR die Zweigstrecke von The Pas nach Flin Flon.
Die Strecke wird jedes Jahr während der Frühjahrs-Schneeschmelze überschwemmt.
1997 erwarb der Omnitrax-Konzern die Bahnstrecke von der Canadian National Railway.
Im Mai 2017 wurde der Zugverkehr zwischen Gillam und Churchill wegen Unterspülungen auf unbegrenzte Zeit unterbrochen. Omnitrax sah sich nicht der Lage, den Wiederaufbau der Strecke zu tragen. Nach langen Verhandlungen, an denen auch das kanadische Verkehrsministerium beteiligt war, wurde die Strecke (zusammen mit Teilen des Hafens von Churchill) im August 2018 an die Arctic Gateway Group (Joint Venture des Investmentunternehmens Fairfax Financial, des Lebensmittelherstellers AGT Food and Ingredients sowie Missinippi Rail Limited Partnership, einem Zusammenschluss von First Nation und Gemeinden) verkauft.
Nach Abschluss der Reparaturen fahren seit November 2018 fahren wieder Güterzüge nach Churchill. VIA Rail nahm den Personenverkehr am 2. Dezember 2018 wieder auf.

## Zugbetrieb
Die kanadische Personenverkehrsgesellschaft VIA Rail befährt die Strecke einmal wöchentlich mit einem Fernzug von Gillam nach Winnipeg und zurück, daneben einmal wöchentlich zwischen The Pas und Gillam sowie einmal zwischen Thompson und Gillam. Die Zweigstrecke nach Thompson wird auch von den Fahrten von und nach Winnipeg und The Pas mitbedient, mit mehreren Stunden Aufenthalt in Thompson.
Der „Lynn Lake Mixed“ (The Pas–Flin Flon), Kanadas letzter Güterzug mit Personenbeförderung, wurde eingestellt.